# Lino Capra Vaccina
Lino Capra Vaccina, all'anagrafe Lino Vaccina (Barletta, 14 luglio 1953), è un musicista italiano di genere sperimentale. Cofondatore degli Aktuala e del Telaio Magnetico, ha a lungo collaborato, tra gli altri, con i musicisti Franco Battiato e Juri Camisasca.

## Biografia
Lino Capra Vaccina inizia la sua attività negli anni settanta, formando gli Aktuala assieme a Walter Majoli, in cui suona le percussioni dal 1973 al 1974 e con cui incide alcuni album considerati fondamentali per la definizione del genere avanguardistico italiano.
Nel 1973 collabora con i Jumbo di Alvaro Fella nel disco Vietato ai minori di 18 anni?, splendido esempio del progressive italiano, suonando le tabla in "Gil", una Jam session alla quale partecipa anche Franco Battiato al sintetizzatore VCS3. All'inizio del brano si sente una voce dire "Gira Capra!" e lui risponde "Gira!".
Nel 1974 collabora all'album La finestra dentro di Juri Camisasca suonando le percussioni.
Dopo aver abbandonato il gruppo, si dedica allo studio delle percussioni, del pianoforte, della composizione, della storia della musica e del canto corale presso la Civica Scuola di Musica di Milano, cosa che lo porta in seguito a collaborare con il cantautore Franco Battiato contribuendo alla composizione dei suoi album sperimentali del periodo e quale percussionista. Unitamente a Battiato, Juri Camisasca e altri musicisti che facevano sperimentazione e avanguardia nel periodo, forma il supergruppo Telaio Magnetico, che avrà vita breve esibendosi unicamente dal vivo nel corso del 1975. L'esperienza verrà immortalata su di un supporto fonografico solamente venti anni più tardi, quando verrà pubblicato l'album Live '75.
Nel 1978 Lino Capra Vaccina pubblica Antico adagio, disco strumentale che attraversa trasversalmente vari generi, compresi avanguardia, musica cosmica e ambient. Album ristampato nel 2017 da Die Scachtel con l'aggiunta delle composizioni inedite Frammenti da antico adagio, registrate durante le medesime sessioni e mai precedentemente pubblicate. Nello stesso periodo Lino Capra Vaccina torna a suonare dal vivo in vari spazi dedicati alla musica avanguardistica e come headiliner al terzo festival delle musiche "occulto-psichedeliche" Thalassa. Dal 2015 Capra Vaccina è tornato attivamente a fare musica incidendo due album per l'etichetta Dark Companion (Arcaico armonico e Metafisiche del Suono), entrambi prodotti da Max Marchini. Sempre per la stessa etichetta esce il quartetto con Keith Tippett, Julie Tippetts e Paolo Tofani, registrato dal vivo a Piacenza. Sempre nel 2018 collabora con l'ex Henry Cow John Greaves per un brano scritto e suonato in duo che apparirà nell'album di quest'ultimo "Life Size", uscito per la Manticore Records. Collabora stabilmente con il compagno d'etichetta Markus Stockhausen in diversi live con il quale incide un album nel 2022 "Free Spirits", sempre per la Dark Companion. 
Dal 1979 al 1985, Lino Capra Vaccina ha suonato come percussionista nell'orchestra del Teatro alla Scala. Negli anni novanta ha dato alle stampe l'album L'attesa (1992) e In cammino tra sette cieli (1994).
Nel 2023 si chiude agli studi Elfo di Tavernago con il produttore Max Marchini per esplorare i sintetizzatori analogici, strumenti già usati nei primi anni 70 assieme a Franco Battiato. L'album, previsto per il gennaio del 2024 si chiama "Syn*Thesis", sempre per la Dark Companion.
Inoltre tra le sue collaborazioni vi sono quelle nel 1980 con Alice per l'album Capo Nord, in cui suona i timpani, nel 1981 con Giuni Russo per Energie e con Battiato per l'LP Mondi lontanissimi in cui suona le tabla Nel 2020 collabora all'album d'esordio di Annie Barbazza. Nel 2024, assieme a quest'ultima, si è esibito come membro dell'ensemble post-rock americano The Boxhead Ensemble 

## Discografia

### Discografia con gli Aktuala

#### Album
- 1973 - Aktuala

### Discografia con i Telaio Magnetico

#### Album
- 1995 - Live '75

### Discografia solista

#### Album
- 1978 - Antico Adagio
- 1992 - L'attesa
- 1998 - Radure 1998 Mito (con Marco Lucchi, Giuseppe Conte ed Eranos Ensemble)
- 2014 - Frammenti da antico adagio
- 2015 - Arcaico armonico
- 2017 - Metafisiche del suono
- 2017 - Echi armonici da antico adagio
- 2017 - Rifrazioni mistiche
- 2018 - A Mid Autumn Night's Dream (con Keith & Julie Tippett e Paolo Tofani)
- 2019 - Perpetual Possibility (con Untitled Noise)
- 2022 - Sincretico Modale
- 2022 - Free Spirits (con Markus Stockhausen e Alireza Mortazavi)
- 2024 - Syn*Thesis (et. Dark Companion)

### Discografia con Lino Capra Vaccina Ensemble

#### Album
- 1995 - In cammino tra sette cieli
- 1998 - Sulla corda di luce (racconto sonoro spazio temporale)